# فرانكلين وارتون
فرانكلين وارتون (بالإنجليزية: Franklin Wharton)‏ هو ضابط أمريكي، ولد في 23 يوليو 1767 في فيلادلفيا في الولايات المتحدة، وتوفي في 1 سبتمبر 1818 في نيويورك في الولايات المتحدة.